# Ralph Dacre (1er baron Dacre de Gilsland)
Pour les articles homonymes, voir Ralph Dacre.
Ralph Dacre (vers 1412 – 29 mars 1461), 1er baron Dacre de Gilsland, est un aristocrate anglais.

## Biographie
Né vers 1412, Ralph Dacre est le deuxième fils de Thomas Dacre, 6e baron Dacre, et de Philippa Neville. À la mort de son père en 1458, le titre de baron va à sa nièce Joan Dacre et à l'époux de celle-ci, Richard Fiennes. Toutefois, dans le contexte de la guerre des Deux-Roses, l'allégeance de Richard Fiennes à la maison d'York lui attire l'hostilité du roi Henri VI. À l'inverse, Ralph Dacre demeure un partisan de la maison de Lancastre et, en conséquence, est créé baron Dacre de Gilsland le 9 octobre 1459. Afin de ne pas confondre les deux titres, il est appelé baron Dacre du Nord.
Présent aux batailles de Wakefield et de St Albans, Ralph Dacre se distingue pendant la bataille de Towton le 29 mars 1461, où il commande l'aile gauche. Pendant la déroute lancastrienne, il marque une pause devant un ruisseau pour se rafraîchir et retire son casque pour puiser de l'eau. Il est cependant reconnu par un archer yorkiste caché derrière un sureau et immédiatement abattu. Inhumé dans l'église de Saxton avec son cheval, Ralph Dacre voit toutes ses possessions et son titre de baron confisqués à titre posthume par le premier Parlement d'Édouard IV le 4 novembre 1461.

## Mariage
À une date inconnue, Ralph Dacre épouse Eleanor FitzHugh, fille de William FitzHugh, 4e baron FitzHugh. Leur mariage ne produit en revanche aucune descendance.